# 253 до н. е.

## Події
- Відновивши демократичний лад у місті, Арат приєднав Сікіон до Ахейського союзу.
- Антіох II укладає з Єгиптом мир по Другій Сирійській війні.

## Народились
- Давньогрецький політичний та військовий діяч, стратег Ахейського союзу (8 разів) Філопемен.